# Джордж Блейк
Джордж Блейк (Бегар; 11 листопада 1922 — 26 грудня 2020) — британський шпигун, який працював подвійним агентом для Радянського Союзу. Він став комуністом і вирішив працювати на КДБ перебуваючи в полоні під час Корейської війни. Виявлений у 1961 році та засуджений до 42 років тюрми, він втік із в'язниці Вормвуд Скрабс у східному Лондоні в 1966 році та втік до Радянського Союзу. Він не був одним із шпигунів Кембриджської п'ятірки, хоча він спілкувався з Дональдом Макліном та Кімом Філбі після втечі до Радянського Союзу.

## Ранні роки

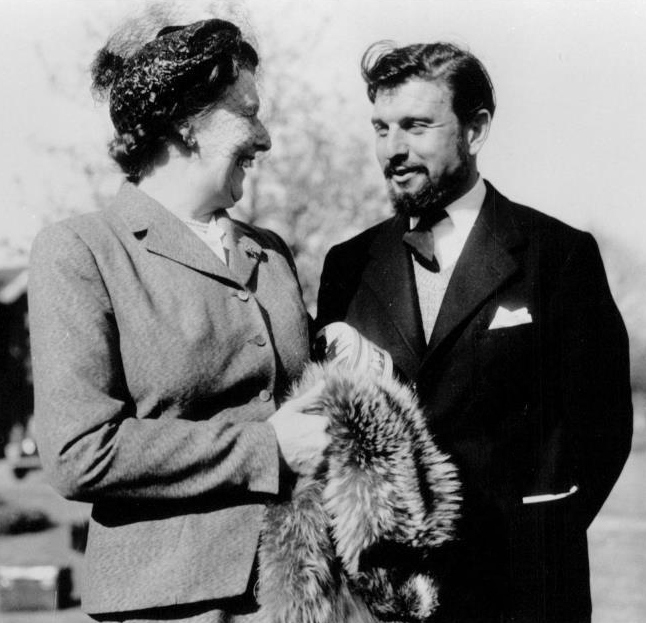
Блейк з матір'ю після повернення до Об'єднаного Королівства в 1953

Блейк, на той час мав прізвище Бехар, народився в Роттердамі, Нідерланди, в 1922 році, син протестантської голландської матері та батька-єврея-сефарда, який був натуралізованим британським підданим. Його назвали Джорджем на честь Георга V з Великої Британії. Його батько, Альберт Бехар, служив у британській армії під час Першої світової війни. Поки Альберт отримав медаль «За заслугу», він прикрасив свою військову службу, коли переказував її дружині та дітям, і приховував своє єврейське походження до самої смерті. Бехари жили комфортно в Нідерландах до смерті Альберта в 1936 році. Тринадцятирічного Бехара відправили жити до заможної тітки в Єгипет, де він продовжив освіту в англійській школі в Каїрі. Пізніше він навчався в коледжі Даунінга, Кембридж, щоб вивчати російську мову.
Перебуваючи в Каїрі, він був близький зі своїм двоюрідним братом Анрі Курієлем, який згодом став лідером Комуністичного демократичного руху за національне визволення в Єгипті. У 1991 році Блейк сказав, що його зустріч із Курієлем, який був на десять років старшим і вже був марксистом, сформував його погляди в подальшому житті.
Коли почалася Друга світова війна, Бехар повернувся до Нідерландів. У 1940 р. Німеччина вторглася і швидко розгромила голландські військові. Бехар був інтернований, але звільнений, оскільки йому було лише 17 років, і приєднався до голландського опору як кур'єр. У 1942 році він втік з Нідерландів і поїхав до Британії через Іспанію та Гібралтар, діставшись до Лондона в січні 1943 року. Там він возз'єднався зі своєю матір'ю та сестрами, які втекли на початку війни. У 1943 році його мати вирішила змінити прізвище з Бехар на Блейк.

## Шпигунська діяльність
Після того, як він дістався до Британії, Блейк приєднався до Королівського флоту як заступник лейтенанта, перш ніж бути завербований Службою секретної розвідки (MI6) у 1944 році. До кінця війни Блейк працював у Голландській секції. Він мав намір одружитися на секретарці МІ-6 Айріс Пік, але її сім'я запобігла шлюбу через єврейське походження Блейка, і стосунки закінчилися. У 1946 році він був направлений до Гамбурга і призначений відповідальним за допит німецьких капітанів підводних човнів. У 1947 р. ВМС відправив Блейка вивчати мови, зокрема російську, в коледж Даунінг, Кембридж, де серед його однокурсників був майбутній аналітик зовнішньої політики Майкл Маккгвайр. Після цього він був направлений до британської делегації в Сеулі, Південна Корея, під керівництвом Вивяна Холта, прибувши 6 листопада 1948 р. Під прикриттям віце-консула місія Блейка полягала в зборі розвідки про комуністичну Північну Корею, Комуністичний Китай та Радянський Союз.
Корейська війна спалахнула 25 червня 1950 року, і Сеул швидко був захоплений наступаючою Корейською народною армією Півночі. Після того, як британські сили приєдналися до командування ООН, що захищало Південь, Блейк та інші британські дипломати потрапили в полон. Коли хвиля війни змінилася, Блейка та інших повезли на північ, спочатку до Пхеньяна, а потім до річки Ялу. Побачивши бомбардування Північної Кореї та прочитавши твори Карла Маркса та інших під час трирічного затримання, він став комуністом.

На таємній зустрічі зі своїми охоронцями він зголосився працювати в шпигунській службі Радянського Союзу — КДБ. Одного разу в одному з інтерв'ю Блейка запитали: «Чи є один випадок, який спричинив ваше рішення ефективно змінити сторону?» Блейк відповів:
"Це було невпинне бомбардування невеликих корейських сіл величезними американськими Летючими фортецями. Жінки, діти, і люди похилого віку, бо юнаки були в армії. Ми, можливо, самі були жертвами. Мені стало соромно за приналежність до цих непосильних, технічно вищих країн, які борються проти того, що здавалося мені беззахисним. Я відчував, що опинився не на тому боці … що для людства було б краще, якщо б панувала комуністична система, що це поклало б кінець війні.
Після звільнення в 1953 році Блейк повернувся до Британії як герой, приземлившись на летовищі Абінгдон. У жовтні 1954 року він одружився з секретаркою MI6 Джилліан Аллан у церкві Святого Марка (Північна вулиця Одлі) у Лондоні. У 1955 році він був відправлений MI6 на роботу в Берлін, де його завданням було наймати радянських офіцерів подвійними агентами. Але він також повідомив своїм контактам з КДБ деталі британських та американських операцій, включаючи операцію «Золото», в якій тунель до Східного Берліна використовувався для прослуховування телефонних ліній, які використовували радянські військові. Захоплення радянського тунелю відбулося лише через рік, щоб захистити Блейка.
Протягом дев'яти років Блейк, як кажуть, видавав КДБ дані про сорок агентів МІ-6, знищуючи більшість операцій МІ-6 у Східній Європі, хоча це залишається необґрунтованим. Пізніше Блейк сказав про це: «Я не знаю, що я передав, тому що це було так багато». У 1959 році Блейку стало відомо про крота Центрального розвідувального управління в ГРУ, і він, можливо, сприяв викриттю П. С. Попова, який був страчений у 1960 році.

## Відкриття та переконання
У 1961 році Блейк потрапив під підозру після викриття польського перебіжчика Майкла Голеневського та інших. Він був заарештований, коли прибув до Лондона після виклику з Лівану, куди був зарахований до Близькосхідного центру арабських досліджень (MECAS). Через три дні допиту Блейк заперечив, що його катували або шантажували північнокорейці. Не замислюючись над тим, що він говорить, він заявив, що добровільно змінив свою сторону. Потім він дав допитувальникам з МІ-6 повне зізнання.
Максимальне покарання за будь-яке правопорушення, передбачене розділом 1 Закону про офіційну таємницю 1911 року, становить 14 років, але його діяльність була розділена на п'ять періодів часу, звинувачених у п'яти злочинах, і в травні 1961 року після закритого суду в Олд-Бейлі він був засуджений максимальним строком 14 років поспіль за кожним з трьох пунктів шпигунства на користь потенційного ворога і 14 років одночасно за обома залишками — загалом 42 роки позбавлення волі — лордом-Верховним суддею лордом Паркером з Ваддінгтона. Газети повідомляли, що цей вирок представляє один рік для кожного з агентів, яких вбили, коли він їх зрадив, хоча це сумнівно. Це був найдовший вирок (без урахування довічного терміну), який коли-небудь виносив британський суд.

## Втеча з в'язниці

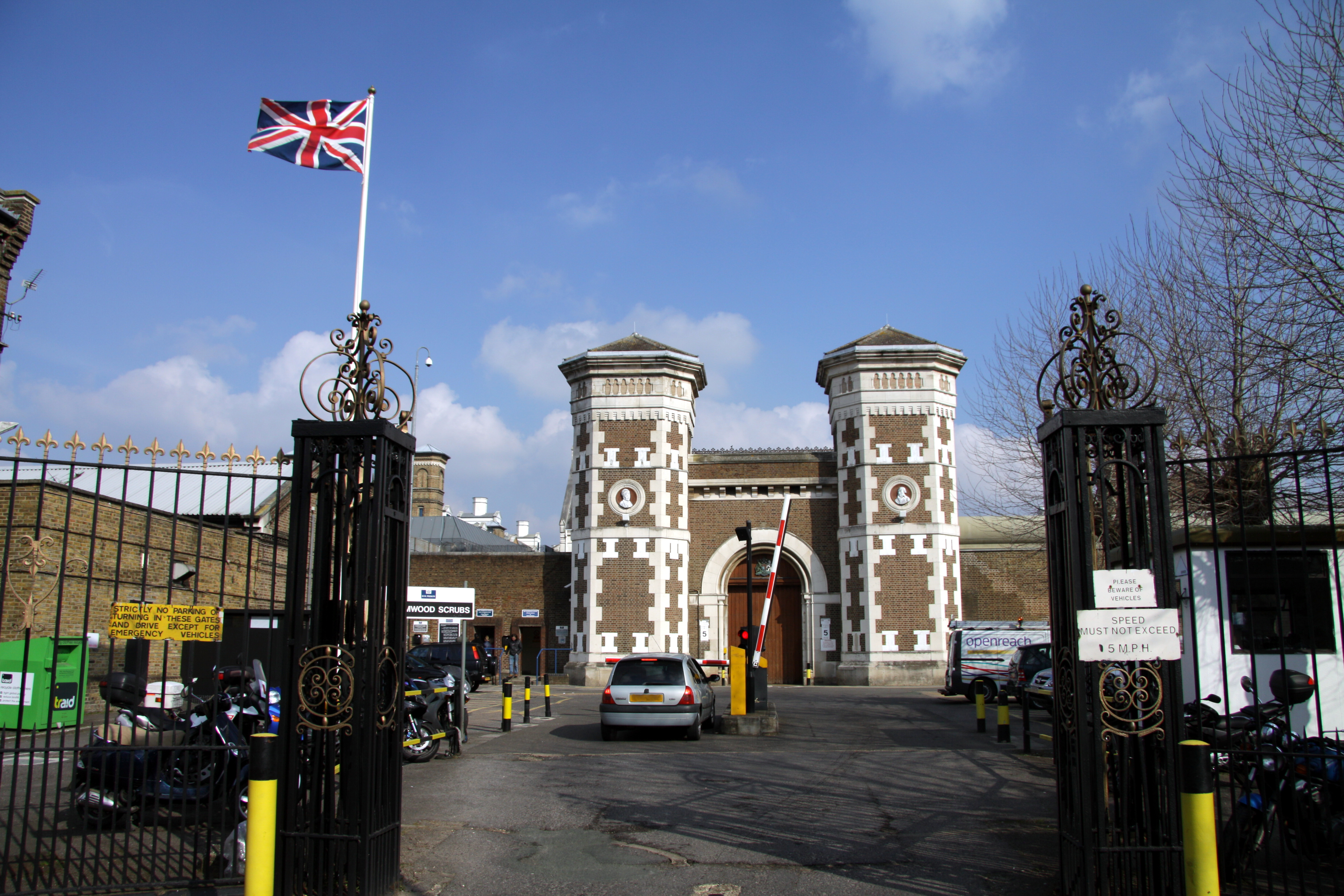
В'язниця Вормонд в східному Лондоні з котрої втік Блейк у 1966 році

Через п'ять років ув'язнення в «Полинових скрабах» Блейк врятувався за допомогою трьох чоловіків, яких зустрів у в'язниці: Шона Бурка та двох учасників боротьби з ядерною зброєю, Майкла Рендла та Пата Поттла. Втечею керував Бурк, який вперше звернувся до Рендла лише за фінансовою допомогою щодо втечі. Рендл став більш залученим і запропонував їм також залучити Поттла до плану, оскільки він запропонував привести Блейка до Рендла в 1962 році, коли вони обоє все ще були у в'язниці. Їх мотивами допомогти Блейку врятуватися було їхнє переконання, що 42-річний вирок був «нелюдським» і через особисту симпатію Блейка.
Бурк переправив Блейку рацію для спілкування з ним, перебуваючи у в'язниці. 22 жовтня 1966 року Блейк розбив вікно в кінці коридору, де знаходилася його камера. Потім між 18 і 19 годиною, коли більшість інших ув'язнених і охоронців були на щотижневому фільмі, Блейк виліз через вікно, зісковзнув з під'їзду і пробрався до стіни периметра. Там Бурк, якого раніше випустили з в'язниці, перекинув через стіну мотузкову драбину. Потім Блейк використав її, щоб перелізти через стіну, і вони дістались до безпечного будинку. Під час втечі Блейк зламав зап'ястя, стрибнувши з периметральної стінки, але крім цього все пройшло за планом.
Блейк кілька днів рухався між будинками друзів Рендла та Поттла; після цього Блейк і Бурк переїхали до Поттла, залишаючись з ним, готуючись виїхати з країни. Вони незаконно перевезли Блейка через Ла-Манш на кемпері, потім поїхали через Північну Європу та через Західну Німеччину до прикордонного переходу Хельмштедт — Марієнборн. Благополучно перетнувши кордон без пригод, Блейк зустрів своїх керівників у Східній Німеччині та завершив свою втечу до Радянського Союзу.

## Москва
У листопаді 1966 р. його дружина Джилліан, з якою у нього було троє дітей, розпочала проти нього процедуру розлучення, а в березні 1967 р. суддя Орр видав указ про відсутність Блейка на тій підставі, що засудження подружжя за державну зраду може становити жорстокість або конструктивне дезертирство. Опіка над трьома їх синами, Ентоні, Джеймсом і Патріком, була присуджена Джилліан. Це викликало у Блейка чимало горя, хоча він знав, що Джилліан би з усіх сил намагалася влаштуватися на життя в Радянському Союзі.
У 1990 році Блейк опублікував автобіографію «Не мав іншого вибору». Британський видавець книги заплатив йому близько 60 000 фунтів стерлінгів до того, як уряд втрутився, щоб зупинити його прибуток від продажів. Пізніше він подав скаргу, в якій британський уряд звинувачував у порушенні прав людини, за дев'ять років для вирішення його справи, і Європейський суд з прав людини присудив йому компенсацію в розмірі 5000 фунтів. У 1991 році Блейк дав свідчення відеозаписом, коли Рендла і Поттла судили за сприяння його втечі. Вони були виправдані. В інтерв'ю NBC News у 1991 році Блейк сказав, що шкодує про смерть агентів, яких він зрадив.
Пізніше Блейк знову одружився в Радянському Союзі і мав більше дітей. Він також помирився з іншими дітьми. Наприкінці 2007 року Блейк був нагороджений орденом Дружби у день свого 85-річчя Володимиром Путіним. Пізніше про книгу Блейка «Прозорі стіни» (2006) повідомляв щоденник «Взгляд» («Вид»). Директор Служби зовнішньої розвідки (СВР) Російської Федерації Сергій Лебедєв у передмові книги написав, що, незважаючи на те, що книга присвячена минулому, мова йде і про сьогодення. Він також писав, що Блейк, 85-річний полковник зовнішньої розвідки, «досі бере активну роль у справах спецслужб».
У 2012 році він відсвяткував своє 90-річчя, все ще живе в Москві на пенсію КДБ. Його зір був порушений, і він стверджував, що «практично сліпий». Він залишався відданим марксистсько-ленінським ідеям. Блейк заперечував, що був зрадником, наполягаючи на тому, що він ніколи не почувався британцем: «Щоб зрадити, ти повинен спочатку належати. Я ніколи не належав».
П'ять років потому Блейк залишався відданим Росії та комунізму. У заяві від листопада 2017 року він стверджував, що його шпигуни тепер мають «важку і критичну місію» порятунку світу "в ситуації, коли небезпека ядерної війни та наслідком самознищення людства знову були поставлені на порядок денний безвідповідальні політики. Це справжня битва між добром і злом ".

## Смерть
Блейк помер 26 грудня 2020 року у віці 98 років у Москві. Інформаційне агентство РІА «Новості» спочатку повідомило про смерть Блейка, посилаючись на російське агентство зовнішньої розвідки СВР. «Ми отримали кілька гірких новин — легендарний Джордж Блейк помер», — йдеться в повідомленні. Президент Росії Володимир Путін, сам колишній агент КДБ, висловив свої «глибокі співчуття» родині та друзям Блейка. У повідомленні, опублікованому на вебсайті Кремля, російський лідер зазначив «безцінний внесок Блейка в забезпечення стратегічного паритету та підтримання миру на планеті». Путін також сказав про Блейка: «Полковник Блейк був блискучим професіоналом особливої життєвої сили і мужності».

## В ЗМІ
П'єса Саймона Грея (Cell Mates, 1995) про Блейка та Шона Бурка. В оригінальній постановці зіграли Стівен Фрай у ролі Блейка, а Рік Мейал — у ролі Бурка. Виробництво впало в метушню, коли Фрай пішов після поганого огляду. Альфред Хічкок планував зняти фільм «Коротка ніч» за мотивами Блейка, але перед цим помер. У 2015 році BBC Storyville зняв документальний фільм про Блейка у віці 92 років, який включав інтерв'ю з самим Блейком. Фільм отримав назву Storyville: Masterspy of Moscow — Джордж Блейк.